# Lotononis genistoides
Lotononis genistoides là một loài thực vật có hoa trong họ Đậu. Loài này được (Fenzl) Benth. miêu tả khoa học đầu tiên.